# Symplegma reptans
Symplegma reptans är en sjöpungsart som först beskrevs av Asajiro Oka 1927.  Symplegma reptans ingår i släktet Symplegma och familjen Styelidae. Inga underarter finns listade i Catalogue of Life.